# Ludmila Sychrová
Ludmila Sychrová (gift Hrazdírová), född 7 januari 1904 i Bořitov, region Jihomoravský kraj i dåvarande Tjeckoslovakien; död 19 mars 1996 i Brno, Tjeckien; var en tjeckoslovakisk friidrottare med kortdistanslöpning som huvudgren. Sychrová blev guldmedaljör vid den andra damolympiaden 1926 och var en pionjär inom damidrott.

## Biografi
Sychrová föddes i sydöstra Tjeckien, under ungdomstiden var hon aktiv friidrottare och gick senare med i idrottsföreningen AC Moravská Slavia Brno. Hon tävlade i kortdistanslöpning men även i längdhopp och diskuskastning.
Den 6 juli 1926 satte hon sitt första (inofficiella) världsrekord i häcklöpning 80 meter vid tävlingar i Prag. Den 1 juli 1928 förbättrade hon sitt världsrekord 2 gånger åter vid tävlingar i Prag först till 12,6 sekunder och senare till 12,2 sekunder (detta blev även ett officiellt världsrekord).
Sychrová deltog i den andra ordinarie damolympiaden 27-29 augusti 1926 i Göteborg. Under idrottsspelen vann hon guldmedalj i häcklöpning 100 yards/80 meter och bronsmedalj i stafettlöpning 4 x 110 yards ( med Zdena Smolová, Sychrová, Štepánka Kucerová och Mária Vidláková).
Senare gifte hon sig och drog sig tillbaka från tävlingslivet. Sychrová dog 1996 i Brno.